# Vorvermietung

Vorvermietung definiert den Grad der Vermietung, der vor Beginn eines Bauvorhabens erreicht wird (ausnahmsweise auch: vor Fertigstellung). Da Investoren im Regelfall zumindest einen Teil der Investition fremd finanzieren (Fremdkapital, kann auch durch Wagniskapital oder Private Equity substituiert werden), greifen im Vorfeld der Gewährung oder Valutierung des entsprechenden Darlehens die internen Kontrollmechanismen des Kapitalgebers.
Soweit nicht das Fremdkapital vollständig durch anderweitige Sicherheiten abgesichert ist (Full-Recourse-Finanzierung), wird meist verlangt, dass ein bestimmter Anteil der Mietflächen vor Baubeginn oder Valutierung bereits vermietet oder zumindest durch belastbare Vorverträge reserviert ist (die Ausgestaltung entsprechender Klauseln kann im Einzelfall differieren). Dieser Anteil beträgt im Regelfall zwischen 60 % und 80 %.
In der Projektentwicklungspraxis scheitern nicht wenige Projekte, insbesondere Großprojekte wie Einkaufszentren oder UEC, an dieser Hürde. Im Einzelfall strittig ist, inwieweit dies als erfolgreiche Vermeidung späterer Leerstände und aus Sicht der Bank als Vermeidung von Kreditausfällen angesehen kann, oder ob dies potenziell erfolgreiche Projekte verhindert (da teilweise die Vermietung nach Baubeginn einfacher ist und dadurch eine Initialzündung erfolgen kann).